# Ozzy Osbourne
John Michael »Ozzy« Osbourne, angleški glasbenik, * 3. december 1948, Birmingham, Anglija, † 22. julij 2025.
V 70. letih 20. stoletja je postal znan kot glavni pevec heavy metal skupine Black Sabbath, v tem obdobju pa si je nadel vzdevek »Princ teme«.

## Glasbeno delovanje
Osbourne je postal ustanovni član skupine Black Sabbath leta 1968 in je bil glavni vokalist od njihovega debitantskega studijskega albuma Black Sabbath leta 1970 do albuma Never Say Die! leta 1978. Skupina je imela velik vpliv na razvoj heavy metal glasbe, zlasti s kritičarsko priznanimi albumi Paranoid (1970), Master of Reality (1971) in Sabbath Bloody Sabbath (1973). Osbourne je bil leta 1979 odpuščen iz skupine Black Sabbath zaradi težav z alkoholom in drugimi drogami. Leta 1980 je začel uspešno samostojno kariero z albumom Blizzard of Ozz in izdal 13 studijskih albumov, od katerih je prvih sedem prejelo večkratne platinaste certifikate v Združenih državah Amerike. Večkrat se je ponovno združil s skupino Black Sabbath. Ponovno se je pridružil leta 1997 in pomagal pri snemanju zadnjega studijskega albuma skupine, 13 (2013), preden so se odpravili na poslovilno turnejo, ki se je končala z nastopom v njihovem rodnem Birminghamu leta 2017.
Osbourne je, vključno s svojimi solo deli in izdajami skupine Black Sabbath, prodal več kot 100 milijonov albumov. Leta 2006 je bil kot član skupine Black Sabbath in leta 2024 kot samostojni izvajalec sprejet v Hram slavnih rokenrola. Leta 2005 je bil kot samostojni izvajalec in član skupine Black Sabbath sprejet tudi v UK Music Hall of Fame. Bil je počaščen z zvezdama na Hollywoodski aleji slavnih in Birmingham Walk of Stars. Na podelitvi nagrad MTV Europe Music Awards 2014 je prejel nagrado Global Icon Award. Leta 2015 je s strani Britanske akademije skladateljev, tekstopiscev in avtorjev prejel nagrado Ivor Novello Award za življenjsko delo.
V začetku 2000-ih je Osbourne postal zvezda resničnostne televizije, ko je nastopil v resničnostni oddaji MTV The Osbournes skupaj s svojo ženo in menedžerko Sharon ter dvema otrokoma, Kelly in Jackom. Z Jackom in Kelly je nastopil v televizijski seriji Ozzy & Jack's World Detour ter v seriji The Osbournes Want to Believe skupaj z ženo Sharon in sinom Jackom.
5. julija 2025 je Osbourne zaradi zdravstvenih težav izvedel svoj zadnji koncert v okviru dogodka Back to the Beginning, potem ko je že prej v tem letu napovedal, da bo to njegov zadnji nastop v živo.

## Bolezen in smrt
6. februarja 2019 je bil Osbourne po nasvetu svojega zdravnika hospitaliziran na neznani lokaciji zaradi zapletov z gripo, zaradi česar je odložil evropski del svoje turneje »No More Tours II«. Problem je bil opisan kot »huda okužba zgornjih dihal«, za katero je njegov zdravnik menil, da se lahko glede na fizično zahtevnost nastopov v živo in obsežno potovanje po Evropi v zimskih razmerah razvije v pljučnico. 12. februarja 2019 je bil Osbourne premeščen na intenzivno nego. Promotorji turneje Live Nation so izrazili upanje, da bo Osbourne »zdrav in v formi« ter da bo lahko marca izpolnil obveznosti turneje v Avstraliji in na Novi Zelandiji. Osbourne je kasneje turnejo v celoti odpovedal, kasneje tudi vse koncerte, načrtovane za leto 2019, potem ko je med okrevanjem po pljučnici utrpel hude poškodbe zaradi padca na svojem domu. Leta 2003 so mu diagnosticirali Parkinsonovo bolezen, kar je javno razkril januarja 2020. Zaradi bolezni je izgubil sposobnost hoje. Februarja 2020 je Osbourne odpovedal turnejo po Severni Ameriki v letu 2020 in se do aprila zdravil v Švici, čeprav bi bila verjetno odpovedana zaradi pandemije COVID-19. Leta 2020 je Osbourne razkril tudi, da ima emfizem.
Osbourne je umrl zjutraj 22. julija 2025, star 76 let, le sedemnajst dni po svojem zadnjem nastopu v živo na poslovilnem koncertu Back to the Beginning. Ob smrti so ga obkrožali njegovi družinski člani.

## Mnenja
Osbourne velja za ikono hard rock glasbe in enega od pionirjev heavy metal glasbe zaradi svojega dela z Black Sabbath. Ni mu bilo všeč, da so ga uvrščali v kategorijo metal, saj je trdil, da njegova skupina sicer »igra težko [heavy]«, druge skupine, ki veljajo za metal, pa so »res težke«. »Ko te uvrstijo v določen [žanr], je lahko zelo težko narediti nekaj lažjega ali akustičnega ali karkoli drugega, kar bi rad. Včasih je bila to vedno samo rock glasba. Še vedno je samo rock glasba.«
Zunaj glasbe velja Osbourneova družinska oddaja The Osbournes za pionirsko resničnostno televizijsko oddajo, ki je uvedla ero oddaj, osredotočenih na družinsko življenje slavnih osebnosti.

## Diskografija
- Blizzard Of Ozz (1980)
- Diary Of a Madman (1981)
- Bark at the Moon (1983)
- The Ultimate Sin (1986)
- A Tribute to Randy Rhoads (1987)
- No Rest for the Wicked (1988)
- Just say Ozzy (1990)
- No More Tears (1991)
- Live And Loud (1993)
- Ozzmosis (1995)
- The Ozzman Cometh (1997)
- Down to Earth (2001)
- Live at Budokan (2002)
- Under Cover (2005)
- Black Rain (2007)
- Scream (2010)
- Ordinary Man (2020)
- Patient Number 9 (2022)